# Ironcollo
Ironcollo – miasto w Boliwii, w departamencie Cochabamba, w prowincji Quillacollo.